# Монаті
Монаті (від італ. monatto) — гробар, що виконував санітарні функції в середньовічній Італії. В інших західноєвропейських країнах така професія також існувала, але не отримала самостійної назви.

## Етимологія
Стосовно етимології означеного слова не існує єдиної думки. Італійський історик Джузеппе Ріпамонті виводив його від грец. monos — «один», при цьому не пояснюючи, чим саме обумовлений подібний словотвір. Гаспаре Бугатті наводив більш правдоподібне припущення, що слово це походить від лат. monere — «умовляти», оскільки монаті часто доводилось супроводжувати небезпечно хворих, які не були схильні до добровільної ізоляції. Втім, той же самий дослідник пропонує й альтернативну версію, що ця назва могла бути запозичена з нім. monathlich — «місячний». Він пояснює це тим, що монаті часто наймали на короткий — місячний — термін, причому серед цих робітників було багато зайшлих німецькомовних швейцарців.

## Історія

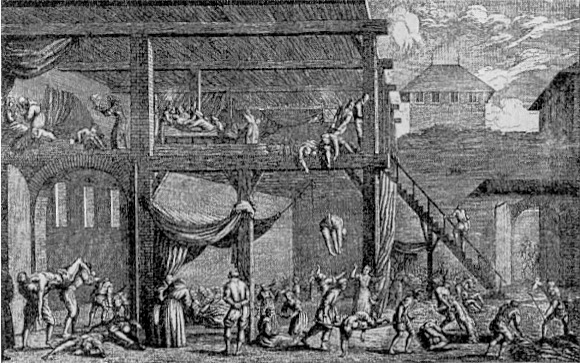
Монаті виносять трупи під час чумної моровиці у Відні (1679 рік). На гравюрі видно, що трупи з верхніх поверхів прибирали примітивним способом (інколи й просто викидали).

Невідомий час, коли виникла ця посада. Ймовірно, перші монаті були звичайними гробарями. Втім, у середньовічну добу часто траплялись моровиці, під час яких потреба в їхніх послугах значно зростала і перевищувала можливості наявних працівників. Отже в таких випадках для поховання мерців брали додаткових службовців. Контакт із заразними трупами становив смертельну небезпеку, тому на ці роботи винаймали або зайшлих іноземців, або маргіналізованих італійців: злочинців, в'язнів, каторжників чи таких, що вже перехворіли і здобули імунітет. З часом на монаті почали перекладали усе більше найнеприємніших і найнебезпечніших робіт, доки ця посада не перетворилась на щось середнє між гробарем і санітарним службовцем.
У XVI—XVII століттях до обов'язків монаті входило прибирання з вулиць, транспортування і поховання трупів, транспортування небезпечно хворих до місць відбування карантину і догляд за ними у лазаретах, знезараження та знищення вже заражених речей. Професія припинила своє існування із введенням ефективних протиепідемічних заходів, а також із припиненням практики насильницької ізоляції хворих.

## Опис

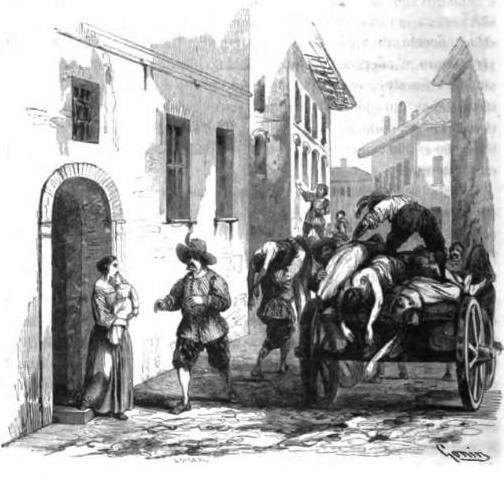
Ілюстрація до роману «Заручені»: монаті забирають труп померлої дитини з рук матері. Тут так само видно брутальність поводження із тілами померлих (монаті на возі).

Низький соціальний статус такої роботи, епідеміологічна небезпека, а також маргіналізований стан самих працівників призводив до зловживання обов'язками. В середовищі монаті нерідкісними були такі злочини, як крадіжка речей з домівок хворих, грабунок пацієнтів, хабарництво і шантаж, коли у разі несплати трупи просто відмовлялись забирати. Під час чумної епідемії 1630 року монаті навіть ототожнювали з мазальниками, підозрюючи в тому, що вони навмисне губили речі хворих задля поширення зарази. Це ще більше відвертало звичайних людей від представників цієї професії. Можливо, саме з цієї причини про монаті збереглося небагато свідоцтв. Найбільш докладний опис їхньої роботи міститься у романі Алессандро Мандзоні «Заручені» (художній опис спирається на праці італійських істориків).
За описом Мандзоні, монаті носили власний одяг, поверх якого надягали червоний балахон. Працювали вони парами або групами з кількох людей. До складу такої групи обов'язково входили один-два пристави. Останні не виконували брудних робіт: на вулиці пристави йшли попереду і застерігали перехожих дзеленьканням дзвоників, прив'язаних до ноги. Монаті й пристави підпорядковувались комісарам, які виконували накази Санітарного трибуналу.